# ジャン・ド・フォワ (ナルボンヌ子爵)
ジャン・ド・フォワ（Jean de Foix, 1450年 - 1500年11月5日）は、フォワ伯ガストン4世とナバラ女王レオノールの末息子。ビアナ公ガストン・ド・フォワの弟。ナルボンヌ子爵。

## 生涯
オルレアン公シャルルの娘でフランス王ルイ12世の姉であるマリー・ドルレアンと1476年に結婚し、1男1女をもうけた。
- ジェルメーヌ（1488年 - 1538年） - アラゴン王フェルナンド2世の2度目の王妃。
- ガストン（1489年 - 1512年） - ヌムール公。フランスの将軍として活躍。

ジャンの甥でナバラ王であったフランシスコ（フランソワ）が1483年に死去すると、その妹カタリナ（カトリーヌ）が後継者となった。しかしジャンは、ナバラの相続法がサリカ法を採らないにもかかわらず、自らがフォワ家でフランソワに次ぐ男子であることを理由に継承権を主張し、ナバラに内乱を起こした。ジャンが1497年に主張を取り下げるまでこの内乱は続き、その3年後にジャンは死去した。
のち、1505年にジャンの娘ジェルメーヌと再婚したアラゴン王フェルナンド2世は、この結婚による権利を主張してナバラを征服し、女王カタリナはフランスの所領へ逃れた。